# Municipio de Dewey (Minnesota)
El municipio de Dewey (en inglés, Dewey Township) es un municipio del condado de Roseau, Minnesota, Estados Unidos. Tiene una población estimada, a mediados de 2021, de 98 habitantes.
Abarca una zona exclusivamente rural.

## Geografía
Está ubicado en las coordenadas 48°40′29″N 96°19′24″O / 48.67472, -96.32333. Según la Oficina del Censo de los Estados Unidos, tiene una superficie total de 89.9 km², correspondientes en su totalidad a tierra firme.

## Demografía
Según el censo de 2020, en ese momento había 98 personas residiendo en la zona. La densidad de población era de 1.1 hab./km². El 88.78 % de los habitantes eran blancos, el 2.04 % eran amerindios, el 3.06 % eran asiáticos, el 5.10 % eran de otras razas y el 1.02% era de una mezcla de razas. Del total de la población el 3,28 % eran hispanos o latinos de cualquier raza.